# Velîka Berizka, Seredîna-Buda
Velîka Berizka (în ucraineană Велика Берізка) este localitatea de reședință a comunei Velîka Berizka din raionul Seredîna-Buda, regiunea Sumî, Ucraina.

## Demografie
Componența lingvistică a localității Velîka Berizka
     Rusă (78,45%)
     Ucraineană (20,99%)
     Alte limbi (0,55%)
Conform recensământului din 2001, majoritatea populației localității Velîka Berizka era vorbitoare de rusă (78,45%), existând în minoritate și vorbitori de ucraineană (20,99%).